# Feira Tom Jobim
A Feira Tom Jobim é um evento cultural e gastronômico de Belo Horizonte que acontece todos os sábados.
A feira é dividida em duas partes: uma dedicada a antiguidades, que conta com 30 expositores de móveis, objetos antigos e adornos. A outra, concentra cerca de 80 barracas com as mais diferentes culinárias do Brasil e exterior.
Um dos destaques da feira fica por conta da barraca Delícias da Índia, legitimamente indiana, com sua culinária vegetariana e exótica. O salgado frito conhecido como samosa (recheado com batata amendoim e temperos da Índia), é o mais pedido.
Do lado brasileiro, um dos pratos mais degustados na feira é o nordestino arrumadinho.

## História
A feira teve início em 1983, na Praça da Liberdade.
Em 1997 foi transferida para os largos canteiros da Avenida Bernardo Monteiro, no bairro Funcionários. A avenida mantém as mesmas características que tinha durante a época em que a cidade era conhecida como "Cidade Jardim", com frondosas e centenárias árvores. São realizadas durante a feira, diversas apresentações musicais ao vivo.
Em Março de 2013, a feira foi transferida para a Avenida Canrandaí.